# Кликбейт

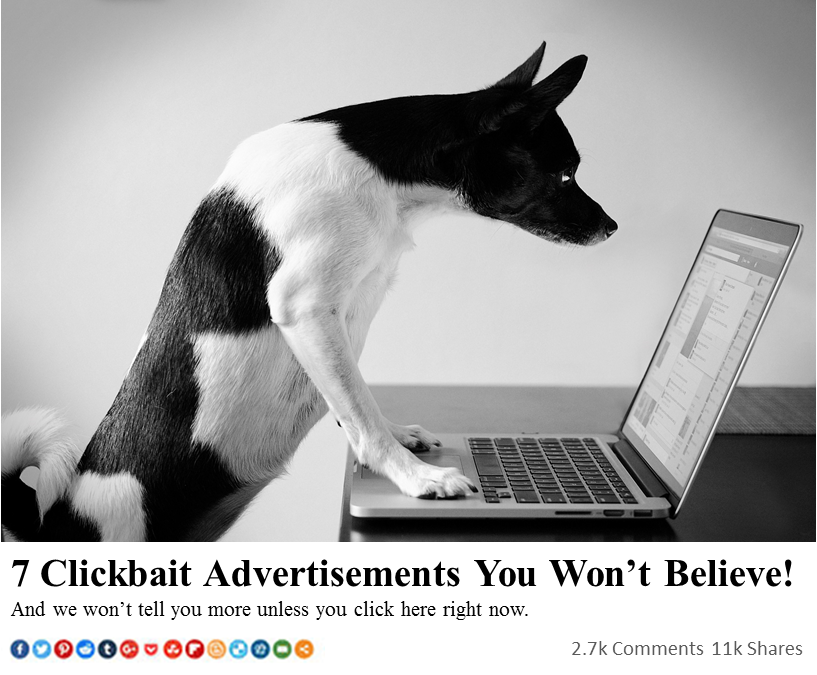
Вымышленный пример кликбейта: «Семь кликбейтных заголовков, в которые ты не поверишь никогда (а мы не расскажем тебе больше, пока ты не нажмёшь на эту статью)!»

Кликбейт (англ. clickbait от click «щелчок» + bait «приманка») — уничижительный термин, описывающий веб-контент, целью которого является получение дохода от онлайн-рекламы, особенно в ущерб качеству или точности информации. В некоторых случаях получение дохода не является главной целью. Используются тизеры — сенсационные заголовки или привлекательные картинки для увеличения числа кликов и поощрения распространения материала через Интернет, в частности, социальные сети. Поскольку цель не донести смысл наилучшим образом, а убедить максимальное количество пользователей перейти на страницу с материалом, кликбейт-заголовки обычно недоговаривают суть информационного повода и допускают ложь.
Также кликбейт часто используется в целях мошенничества и распространения вредоносного ПО.

## История
Практика, сегодня описываемая как «кликбейт», существовала ещё задолго до появления интернета и широко практиковалась в жёлтой прессе, которая зачастую привлекала читателей яркими заголовками и искажающе недостоверной информацией в стремлении придать истории сенсационность и скандальность ради прибыли. Уже к концу XX века такая практика рассматривалась в США, как неэтичная, так как она превращала политиков и знаменитостей в мишени бездоказательных обвинений.

## Характерные признаки
- построение заголовка таким образом, чтобы заинтриговать читателя, но не раскрывать суть информационного повода
- использование указательных местоимений («этот», «эта», «эти») для создания ощущения диалога с читателем
- обращение к читателю на «ты»
- противоречие, стремящееся вызвать недоумение или эмоциональный отклик читателя
- использование конструкций, бросающих вызов читателю («Ты не поверишь!», «Ты ни за что не угадаешь…» и т. д.)
- немотивированное использование многоточий, вопросительных и восклицательных знаков
- обилие ярких эпитетов
- гиперболизация, преувеличение значимости описанного
- включение в заголовок фразеологизмов, выражений из повседневной речи
- неполные предложения, обычно передающие удивление или восторг
- повелительное наклонение
- использование привлекательных или шокирующих фотографий в превью
- ложные упоминания о смерти или несчастьях, якобы произошедших с известной личностью
- обещание наживы: лёгкого заработка, бесплатных либо непривычно дешёвых товаров, крупной экономии
- обещание поделиться неким секретом, знание которого сулит определённую выгоду